# جایزه روبرت کخ

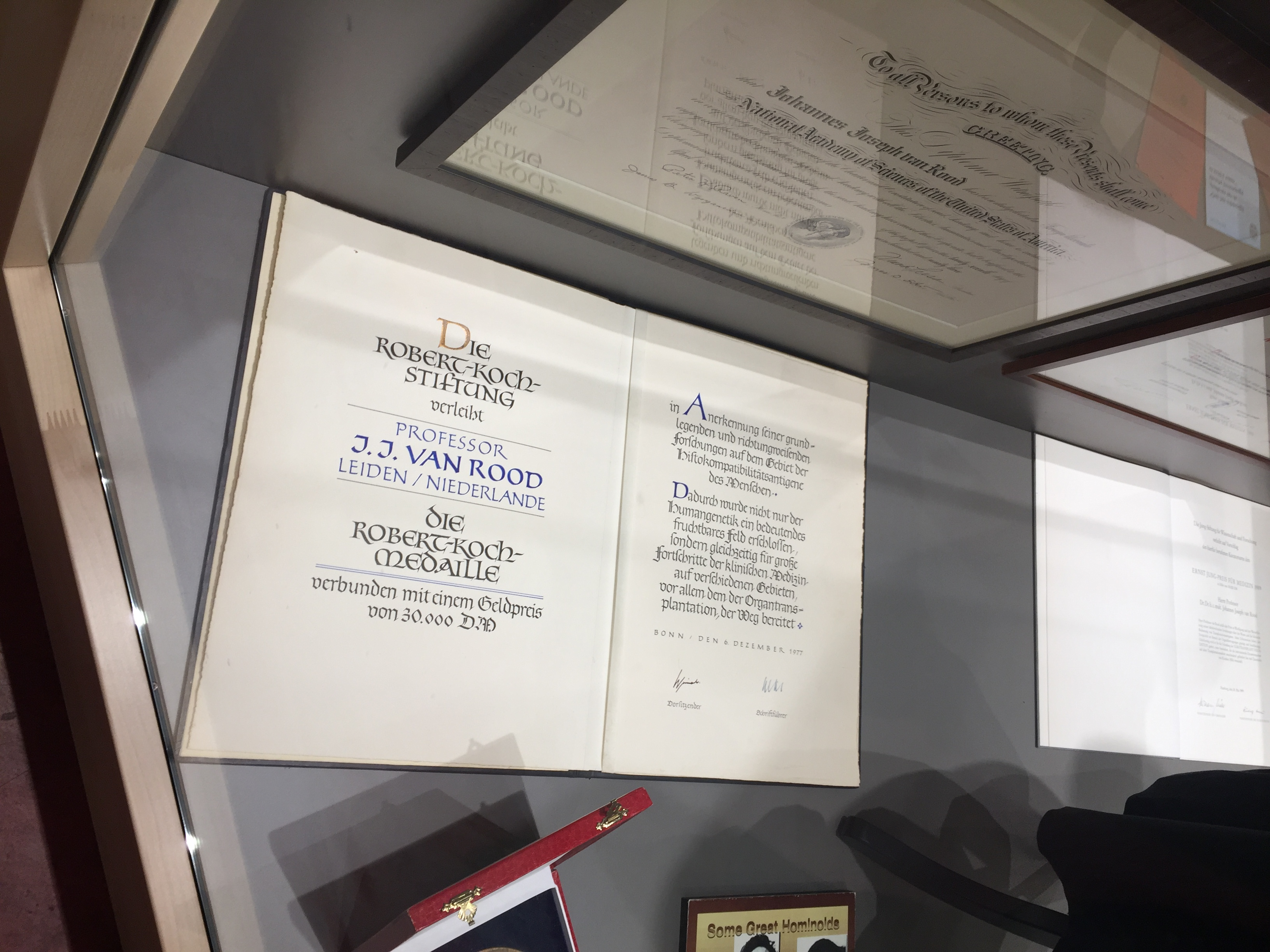
تصویری از نشان رابرت کخ

جایزه و نشان روبرت کخ (انگلیسی: Robert Koch Medal and Award) دو جایزه که هر ساله برای تعالی علوم پزشکی اعطا می‌گردد. این جایزه به نام روبرت کخ، پزشک و دانشمند آلمانی که به دلیل مطالعاتش در زمینه عوامل میکروبی و کشف عامل بیماری سل نامگذاری شده است. وی در سال ۱۸۸۲ میلادی میکوباکتریوم توبرکلوزیس را توصیف نمود. مبلغ این جایزه ۱۰۰٬۰۰۰ یورو می‌باشد.

## برندگان جایزه کخ از ۱۹۷۰
- ۱۹۷۰ William M. Hutchinson (بریتانیا)، Jorgen C. Siim (دانمارک)
- ۱۹۷۱ Gertrude Henle and Werner Henle (ایالات متحده آمریکا)
- ۱۹۷۲ Hubertus Berrens (هلند)، Alain L. de Weck (سوئیس)
- ۱۹۷۳ اینترفرون (سوئیس)، Hans G. Schwick (آلمان)
- ۱۹۷۴ Norbert Hilschmann (آلمان)
- ۱۹۷۵ هارالد تسور هاوزن (آلمان)، Heinz-G. Wittmann (آلمان)
- ۱۹۷۶ Richard A. Finkelstein (ایالات متحده آمریکا)، Mark H. Richmond (بریتانیا)
- ۱۹۷۷ ژان دوسه (فرانسه)، Jon J. van Rood (هلند)
- ۱۹۷۸ Albrecht K. Kleinschmidt (آلمان)، Heinz L. Sänger (آلمان)
- ۱۹۷۹ روت آرنن (اسرائیل)، Peter Starlinger (آلمان)
- ۱۹۸۰ سزار میلستین (بریتانیا)، Lewis W. Wannamaker (ایالات متحده آمریکا)
- ۱۹۸۱ Robert M. Chanock (ایالات متحده آمریکا)، Lars Å. Hanson (سوئد)
- ۱۹۸۲ Raymond L. Erikson (ایالات متحده آمریکا)، Franz Oesch (آلمان)
- ۱۹۸۳ Werner Goebel (آلمان)، رابرت واینبرگ (ایالات متحده آمریکا)
- ۱۹۸۴ Walter Doerfler (آلمان)، Stuart F. Schlossman (ایالات متحده آمریکا)
- ۱۹۸۵ Stefania Jabłońska (Poland)، Gérard Ch. J. Orth (فرانسه)
- ۱۹۸۶ سوسومو تونگاوا (ژاپن)
- ۱۹۸۷ Mario Rizzetto (Italy)، Rudolf Rott (آلمان)، John Skehel (بریتانیا)
- ۱۹۸۸ Donald Metcalf (استرالیا)
- ۱۹۸۹ Irun R. Cohen (اسرائیل)، Alex J. van der Eb (هلند)
- ۱۹۹۰ Lloyd J. Old (ایالات متحده آمریکا)
- ۱۹۹۱ Walter Fiers (بلژیک)، Tadatsugu Taniguchi (ژاپن)
- ۱۹۹۲ کری مالیس (ایالات متحده آمریکا)
- ۱۹۹۳ Hans-Georg Rammensee (آلمان)، Daniel W. Bradley (ایالات متحده آمریکا)، مایکل هوتون (ایالات متحده آمریکا)
- ۱۹۹۴ Volkmar Braun (آلمان)، Manuel Elkin Patarroyo Murillo (Colombia)
- ۱۹۹۵ Shigekazu Nagata (ژاپن)، Peter H. Krammer (آلمان)
- ۱۹۹۶ Fritz Melchers (سوئیس)، Klaus Rajewsky (آلمان)
- ۱۹۹۷ Philippe J. Sansonetti (فرانسه)
- ۱۹۹۸ Yuan Chang (ایالات متحده آمریکا)، Patrick S. Moore (ایالات متحده آمریکا)
- ۱۹۹۹ رالف استاینمن (ایالات متحده آمریکا)
- ۲۰۰۰ Stanley Falkow (ایالات متحده آمریکا)
- ۲۰۰۱ اکسل اولریش (آلمان)
- ۲۰۰۲ رودولف یانش (ایالات متحده آمریکا)
- ۲۰۰۳ Adriano Aguzzi (سوئیس)
- ۲۰۰۴ Shizuo Akira (ژاپن)، بروس بویتلر (ایالات متحده آمریکا)، ژول ای. هافمن (فرانسه)
- ۲۰۰۵ Brian J. Druker (ایالات متحده آمریکا)
- ۲۰۰۶ Peter Palese (ایالات متحده آمریکا)، Yoshihiro Kawaoka (ژاپن)
- ۲۰۰۷ پاسکاله کوسرت (فرانسه)
- ۲۰۰۸ Hans Robert Schöler (آلمان)، Irving Weissman (ایالات متحده آمریکا)، شنایا یاماناکا (ژاپن)
- ۲۰۰۹ Carl F. Nathan (ایالات متحده آمریکا)
- ۲۰۱۰ Max Dale Cooper (ایالات متحده آمریکا)
- ۲۰۱۱ Jorge E. Galán (ایالات متحده آمریکا)
- ۲۰۱۲ Tasuku Honjo (ژاپن)
- ۲۰۱۳ Jeffrey I. Gordon (ایالات متحده آمریکا)
- ۲۰۱۴ Jean-Laurent Casanova (ایالات متحده آمریکا)، Alain Fischer (فرانسه)

## برندگان نشان طلای کخ از ۱۹۶۰
- ۱۹۶۰ Hugo Braun (آلمان)، René Dubos (ایالات متحده آمریکا)، Toshiaki Ebina (ژاپن)، Ludwig Heilmeyer (آلمان)، Franz Redeker (آلمان)، Josef Tomczik (سوئیس)
- ۱۹۶۲ جان اندرز (ایالات متحده آمریکا)، آلبرت سابین (ایالات متحده آمریکا)، جوناس سالک (ایالات متحده آمریکا)
- ۱۹۶۳ Tomizo Yoshida (ژاپن)
- ۱۹۷۴ Paul Kallós (سوئد)
- ۱۹۷۷ Pierre Grabar (فرانسه)
- ۱۹۷۸ Theodor von Brand (آلمان)، Saul Krugman (ایالات متحده آمریکا)
- ۱۹۷۹ Sir Christopher Andrewes (بریتانیا)
- ۱۹۸۰ Emmy Klieneberger-Nobel (بریتانیا)
- ۱۹۸۱ مکلین مک‌کارتی (ایالات متحده آمریکا)
- ۱۹۸۲ Edgar Lederer (فرانسه)، Walter Pagel (بریتانیا)، Karel Styblo (هلند)
- ۱۹۸۵ Richard M. Krause (ایالات متحده آمریکا)
- ۱۹۸۶ ارنست روسکا (آلمان)
- ۱۹۸۷ Hans J. Müller-Eberhard (ایالات متحده آمریکا)
- ۱۹۸۸ Willy Burgdorfer (ایالات متحده آمریکا)
- ۱۹۸۹ Maurice Hilleman (ایالات متحده آمریکا)
- ۱۹۹۰ Ernst L. Wynder (ایالات متحده آمریکا)
- ۱۹۹۱ Werner Schäfer (آلمان)
- ۱۹۹۲ Piet Borst (هلند)، Howard C. Goodmann (ایالات متحده آمریکا)
- ۱۹۹۳ Karl Lennert (آلمان)، Otto Westphal (سوئیس)
- ۱۹۹۴ Paul Klein (آلمان)
- ۱۹۹۵ Charles Weissmann (سوئیس)
- ۱۹۹۶ Sir Gustav Nossal (استرالیا)
- ۱۹۹۷ ساتوشی آمورا (ژاپن)
- ۱۹۹۸ George Klein (سوئد)
- ۱۹۹۹ Barry R. Bloom (ایالات متحده آمریکا)
- ۲۰۰۰ Marco Baggiolini (سوئیس)
- ۲۰۰۱ Avrion Mitchison (بریتانیا)
- ۲۰۰۲ Agnes Ullmann (فرانسه)
- ۲۰۰۳ Tadamitsu Kishimoto (ژاپن)
- ۲۰۰۴ Heinz Schaller (آلمان)
- ۲۰۰۵ Emil R. Unanue (ایالات متحده آمریکا)
- ۲۰۰۶ Hans-Dieter Klenk (آلمان)
- ۲۰۰۷ Brigitte A. Askonas (بریتانیا)
- ۲۰۰۸ Philip Leder (ایالات متحده آمریکا)
- ۲۰۰۹ Volker ter Meulen (آلمان، Würzburg)
- ۲۰۱۰ Fotis C. Kafatos (بریتانیا)
- ۲۰۱۱ Ernst-Ludwig Winnacker (آلمان)
- ۲۰۱۲ Eckard Wimmer (ایالات متحده آمریکا)
- ۲۰۱۳ Anthony Fauci (ایالات متحده آمریکا)
- ۲۰۱۴ Hermann Bujard (آلمان)